# Emilio Prados
Œuvres principales
Destino fiel
Emilio Prados Such, né le 4 mars 1899 à Malaga et mort à Mexico le 24 avril 1962 , est un poète espagnol appartenant à la génération de 27.

## Biographie
Ses premiers poèmes, Tiempo. Veinte poemas en verso (1925) et Canciones del farero (1926), s'inspirent directement du néopopularisme (es) andalou, tandis que Seis estampas para un rompecabezas (1925) et Llanto subterráneo (1936) appartiennent au surréalisme. Prados est membre de la Génération de 27.
En 1926, il fonde avec Manuel Altolaguirre la revue Litoral.
La guerre d'Espagne le pousse à composer des poèmes sociaux et combatifs réunis dans Romances (1937) et Cancionero menor para los combatientes (1938). 
De sa production en exil on détache Jardín cerrado, Penumbras et Río natural, écrits entre 1940 et 1956. Œuvres dans lesquelles l'intrigue amoureuse est le seul élément qui sauve le poète de la solitude, la mort et le désespoir.

## Œuvre
Première étape1925 à 1928. Il cherche les correspondances entre la nature et l'altérité de l'être. Il fonde certaines éléments avant-gardistes et surréalistes avec ses racines arabo-andalouses et la poésie pure et néopopulariste de l'époque.
- Tiempo (1925)
- Veinte poemas en verso
- Seis estampas para un rompecabezas (1925)
- Canciones del farero (1926)
- Vuelta (1927)
- El misterio del agua (1926-27, publié en 1954, dans Antología)
- Cuerpo perseguido (1927-28, publié en 1946)

Deuxième étape1932 à 1938. Il se consacre à la poésie sociale et politique avec un langage surréaliste.
- La voz cautiva (1932-35)
- Andando, andando por el mundo (1931-35)
- Calendario completo del pan y del pescado (1933-34)
- La tierra que no alienta
- Seis estancias
- Llanto en la sangre (1933-37)
- El llanto subterráneo (1936)
- Tres cantos
- Homenaje al poeta Federico García Lorca contra su muerte
- Romances
- Romancero general de la guerra de España
- Cancionero menor para los combatientes (1938)
- Destino fiel (compilation de toute sa poésie de guerre) — Prix national de Poésie 1938

Troisième étape1939 à 1962 : exil au Mexique. Poésies qui émanent d'un profond sentiment de déracinement et de solitude. À la fin de son séjour, la trajectoire de Prados se dirige vers une poésie toujours plus dense et philosophique, vers un concept de vie nouvelle, de solidarité et d'amour ; il s'affirme ainsi dans son indépendance et dans sa vision ouverte et avant-gardiste qu'a toujours défendu la génération de 27.
- Memoria del olvido (1940)
- Jardín cerrado (1940-46)
- Mínima muerte (1944)
- Penumbras
- Dormido en la yerba (1953)
- Río natural (1957)
- Circuncisión del sueño (1957)
- La piedra escrita (1961)
- Signos del ser (1962)
- Transparencias (1962)
- Cita sin límite (édition posthume en 1965)
- ¿Cuàndo volveran? (1636 y 1939)